# Merindad d'Estella

La Merindad d'Estella és la merindad més occidental de Navarra. Establerta després de la conquesta del territori occidental del regne de Navarra el 1200 per establir un sistema defensiu del territori. La capital és Estella i aplega 26 municipis, endemés d'altres entitats locals menors. Originalment el comerç es centrava en Estella i Viana. Es troba a l'oest de Navarra recollint al nord part de la Navarra Media i de la Ribera Navarra al sud. Limita al nord amb la merindad de Pamplona, a l'est amb la Merindad de Pamplona i la d'Olite, al sud amb La Rioja i a l'oest amb Àlaba. En el seu territori s'hi troba la Serra d'Urbasa, la Serra d'Andía i La Serra de Lóquiz amb una superfície de 2068,6 km²i una població en 2017 de 66.082 habitants (INE).
| Abáigar / Abaigar                       | ajuntament      | indret                 | 101         |
| Abárzuza / Abartzuza                    | ajuntament      | indret                 | 579         |
| Acedo                                   | Concejo         | indret                 | ?           |
| Aberin                                  | ajuntament      | indret                 | 343         |
| Aguilar de Codés / Agilar Kodeskoa      | ajuntament      | vila                   | 110         |
| Aizpún                                  | concejo         | indret                 | ?           |
| Allín / Allin                           | ajuntament      |                        | 816         |
| Allo                                    | ajuntament      | vila                   | 1.078       |
| Alloz / Allotz                          | concejo         | indret                 | ?           |
| Améscoa Baja / Ameskoabarren            | ajuntament      |                        | 818         |
| Amillano / Amillao                      | concejo         | indret                 | 21 (2005)   |
| Ancín / Antzin                          | ajuntament      | indret                 | 360         |
| Andosilla                               | ajuntament      | vila                   | 2.807       |
| Aramendía / Aramendia                   | concejo         | indret                 | 62 (2005)   |
| Aranarache / Aranaratxe                 | ajuntament      | indret                 | 79          |
| Arandigoyen / Arandigoien               | concejo         | indret                 | ?           |
| Aras                                    | ajuntament      | indret                 | 195         |
| Arbeiza / Arbeitza                      | concejo         | indret                 | 125 (2005   |
| Arellano                                | ajuntament      | vila                   | 196         |
| Arguiñano                               | concejo         | indret                 | ?           |
| Arguiñariz                              | concejo tutelat | indret                 | ?           |
| Arinzano                                |                 | caseriu                | ?           |
| Arizala / Aritzala                      | concejo         | indret                 | ?           |
| Arizaleta / Aritzaleta                  | concejo         | indret                 | ?           |
| Armañanzas                              | ajuntament      | vila                   | 66          |
| Arróniz /Arroitz                        | ajuntament      | vila                   | 1.135       |
| Artavia / Artabia                       | concejo         | indret                 | 126 (2005)  |
| Artaza                                  | concejo         | indret                 | 154 (2005)  |
| Artazu                                  | ajuntament      | indret                 | 106 (any ?) |
| Arteaga                                 | concejo         | indret                 | ?           |
| Arzoz                                   | concejo         | indret                 | ?           |
| Asarta                                  | concejo         | indret                 | ?           |
| Ayegui / Aiegi                          | ajuntament      | indret                 | 1.568       |
| Azagra                                  | ajuntament      | vila                   | 3.735       |
| Azcona / Aizkoa                         | concejo         | indret                 | ?           |
| Azqueta / Azketa                        |                 |                        | ?           |
| Azuelo                                  | concejo         | indret                 | 51          |
| Baigorri                                |                 | caseriu                | ?           |
| Baquedano / Bakedano                    | concejo         |                        | 142 (2005)  |
| Baraibar                                | concejo         | indret                 | ?           |
| Barbarin                                | ajuntament      | indret                 | ?           |
| Bargota                                 | ajuntament      | vila                   | 345         |
| Baríndano                               | concejo         | indret                 | 89 (2005)   |
| Bearin                                  | concejo         | indret                 | ?           |
| Cabredo                                 | ajuntament      | vila                   | 104         |
| Cábrega                                 |                 | caseriu                | ?           |
| Cárcar                                  | ajuntament      | vila                   | 1.199       |
| Casetas de Ciriza                       |                 | caseriu                | ?           |
| Cirauqui / Zirauki                      | ajuntament      | vila                   | 486         |
| Desojo                                  | ajuntament      | vila                   | 108         |
| Dicastillo                              | ajuntament      | vila                   | 696         |
| Ecala                                   | concejo         | indret                 | 50 (2005)   |
| Echarren Guirguillano                   | concejo         | indret                 | ?           |
| Echávarri / Etxabarri                   | concejo         | indret                 | 71 (2005)   |
| Eguiarte / Egiarte                      |                 | granja                 | ?           |
| El Busto                                | ajuntament      | vila                   | 79          |
| Eraul                                   | concejo         | indret                 | ?           |
| Espronceda                              | ajuntament      | vila                   | 144         |
| Estella-Lizarra                         | ajuntament      | ciutat-cap de merindad | 13.931      |
| Estenoz                                 | concejo         | indret                 | ?           |
| Eulate                                  | ajuntament      | indret                 | 338         |
| Eulz /Eultz                             | concejo         | indret                 | 49 (2005)   |
| Galbarra                                | concejo         | indret                 | ?           |
| Galdeano                                | concejo         | indret                 | 71 (any ?)  |
| Ganuza                                  | concejo         | indret                 | ?           |
| Garisoain                               | concejo         | indret                 | ?           |
| Gastiain                                | concejo         | indret                 | ?           |
| Genevilla                               | ajuntament      | vila                   | 100         |
| Gollano                                 | concejo         | indret                 | 54 (2005)   |
| Goñi / Goñerri                          | concejo         | indret                 | 180         |
| Grocin / Gorozin                        | concejo         | indret                 | ?           |
| Guembe                                  | concejo         | indret                 | ?           |
| Guesálaz / Gesalatz                     |                 |                        | 460         |
| Guirguillano                            | ajuntament      | indret                 | 91          |
| Ibiricu / Ibiriku                       | concejo         | vila                   | ?           |
| Igúzquiza / Iguzkitza                   | concejo         | indret                 | 350         |
| Irache / Iratxe                         |                 | monestir               | ?           |
| Iranzu                                  |                 | monestir               | ?           |
| Irujo                                   | concejo         | indret                 | ?           |
| Iruñuela                                | concejo         | indret                 | ?           |
| Irurre                                  | concejo         | indret                 | ?           |
| Iturgoyen / Iturgoien                   | concejo         | indret                 | ?           |
| Izurzu                                  | concejo         | indret                 | ?           |
| Labeaga                                 | concejo         | indret                 | ?           |
| Lácar / Lakar                           | concejo         | indret                 | ?           |
| Lana                                    |                 | vall                   | 197         |
| Lapoblación                             | ajuntament      | vila                   | 159         |
| Larraga                                 | ajuntament      | vila                   | 2.047       |
| Larraona                                | ajuntament      | indret                 | 123         |
| Larrión / Larrion                       | concejo         | indret                 | 149 (2005)  |
| Lazagurría / Lazagurria                 | ajuntament      | indret                 | 200         |
| Learza                                  |                 | aldea                  | ?           |
| Legaria                                 | ajuntament      | indret                 | 122         |
| Lerate                                  | concejo         | indret                 | ?           |
| Lerín / Lerin                           | ajuntament      | vila                   | 1.822       |
| Lezáun / Lezaun                         | ajuntament      | indret                 | 270         |
| Lodosa                                  | ajuntament      | vila                   | 4.776       |
| Lorca /Lorka                            | concejo         | indret                 | ?           |
| Los Arcos                               | ajuntament      | vila                   | 1.261       |
| Luquin / Lukin                          | ajuntament      | indret                 | 138         |
| Mañeru                                  | ajuntament      | vila                   | 359         |
| Mañeru                                  |                 | vall                   | 372         |
| Marañón                                 | ajuntament      | indret                 | 60          |
| Meano                                   | concejo         | indret                 | ?           |
| Mendavia                                | ajuntament      | vila                   | 3.789       |
| Mendaza                                 | ajuntament      | indret                 | 323         |
| Mendilabarri                            | concejo         | indret                 | ?           |
| Metauten                                | ajuntament      | indret                 | 281         |
| Mirafuentes                             | ajuntament      | indret                 | 48          |
| Morentin                                | ajuntament      | indret                 | 156         |
| Mués                                    | ajuntament      | indret                 | 107         |
| Muez                                    | concejo         | indret                 | ?           |
| Munarriz                                | concejo         | indret                 | ?           |
| Muneta                                  | concejo         | indret                 | ?           |
| Muniain                                 | concejo         | indret                 | ?           |
| Muniain de la Solana                    |                 | indret                 | ?           |
| Murieta                                 | ajuntament      | indret                 | 320         |
| Murillo de Yerri / Murelu Deierri       | concejo         | indret                 | ?           |
| Murugarren                              | concejo         | indret                 | ?           |
| Musqui                                  | concejo         | indret                 | ?           |
| Narcue                                  | concejo         | indret                 | ?           |
| Nazar                                   | concejo         | indret                 | 52          |
| Oco / Oko                               | ajuntament      | indret                 | 78          |
| Olejua                                  | ajuntament      | indret                 | 55          |
| Ollobarren                              | concejo         | indret                 | ?           |
| Ollogoyen                               | concejo         | indret                 | ?           |
| Orendáin                                |                 | indret                 | ?           |
| Otiñano                                 | concejo         | indret                 | 14 (?)      |
| Piedramillera                           | ajuntament      | vila                   | 60          |
| Riezu                                   | concejo         | indret                 | ?           |
| Salinas de Oro / Jaitz                  | ajuntament      | indret                 | 114         |
| San Adrián                              | ajuntament      | vila                   | 5.977       |
| San Esteban de la Solana                |                 |                        | ?           |
| San Martín de Améscoa                   | concejo         | indret                 | 90 (2005)   |
| Sansol                                  | ajuntament      | vila                   | 119         |
| Sartaguda                               | ajuntament      | vila                   | 1.412       |
| Sesma                                   | ajuntament      | vila                   | 1.295       |
| Torralba del Río                        |                 |                        | 139         |
| Torres del Río                          | ajuntament      | vila                   | 158         |
| Ubago                                   | concejo         | indret                 | ?           |
| Ugar                                    | concejo         | indret                 | ?           |
| Ulibarri                                | concejo         | indret                 | ?           |
| Urbasa                                  |                 | sierra                 | -           |
| Urbiola                                 | concejo         | indret                 | ?           |
| Urdánoz / Urdanoz                       | concejo         | indret                 | ?           |
| Urra                                    | concejo         | caseriu                | 6 (2005)    |
| Viana                                   | ajuntament      | ciutat                 | 3.771       |
| Vidaurre                                | concejo         | indret                 | ?           |
| Viguria                                 | concejo tutelat | indret                 | ?           |
| Villamayor de Monjardín                 | ajuntament      | vila                   | 139         |
| Villanueva de Yerri / Hiriberri Deierri | concejo         | indret                 | ?           |
| Vilatuerta                              | ajuntament      | vila                   | 1.044       |
| Viloria                                 | concejo         | indret                 | ?           |
| Yerri / Deierri                         | ajuntament      | vall                   | 1.560       |
| Zábal /Zabal                            | concejo         | indret                 | ?           |
| Zubielqui / Zubielki                    | concejo         | indret                 | ?           |
| Zudaire                                 | concejo         | indret                 | ?           |
| Zufia                                   | concejo         | indret                 | ?           |
| Zuñiga                                  | ajuntament      | vila                   | 297         |
| Zurucuáin / Zurukuain                   | concejo         | indret                 | ?           |